# Perlé (poisson rouge)
Le poisson rouge Perlé (pearlscale en anglais) ou chinshurin en japonais, est une variété de poissons rouges fantaisie avec un corps sphérique et une queue en éventail.

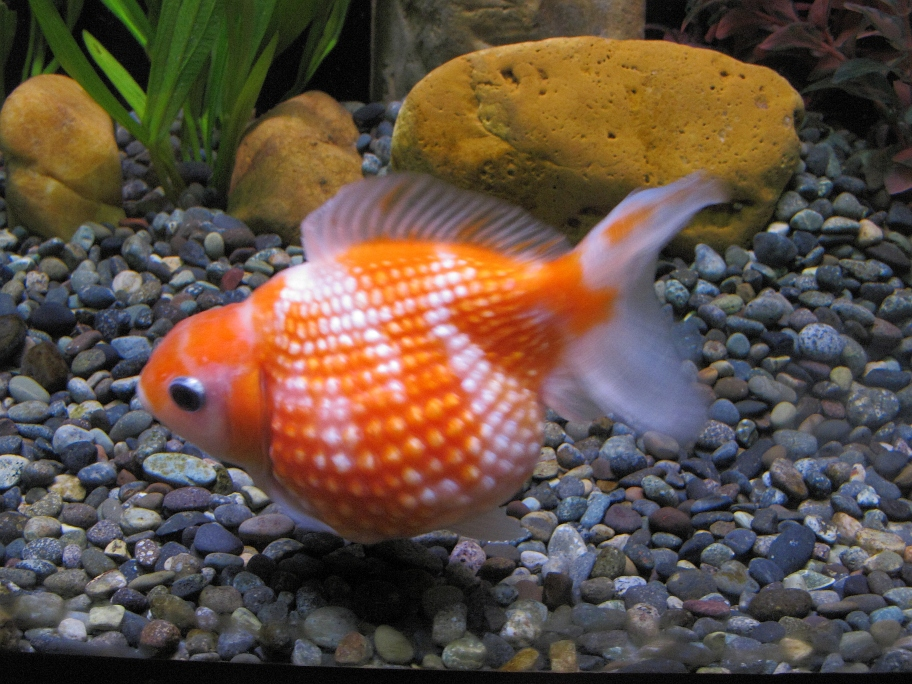
Perlé orange et blanc.
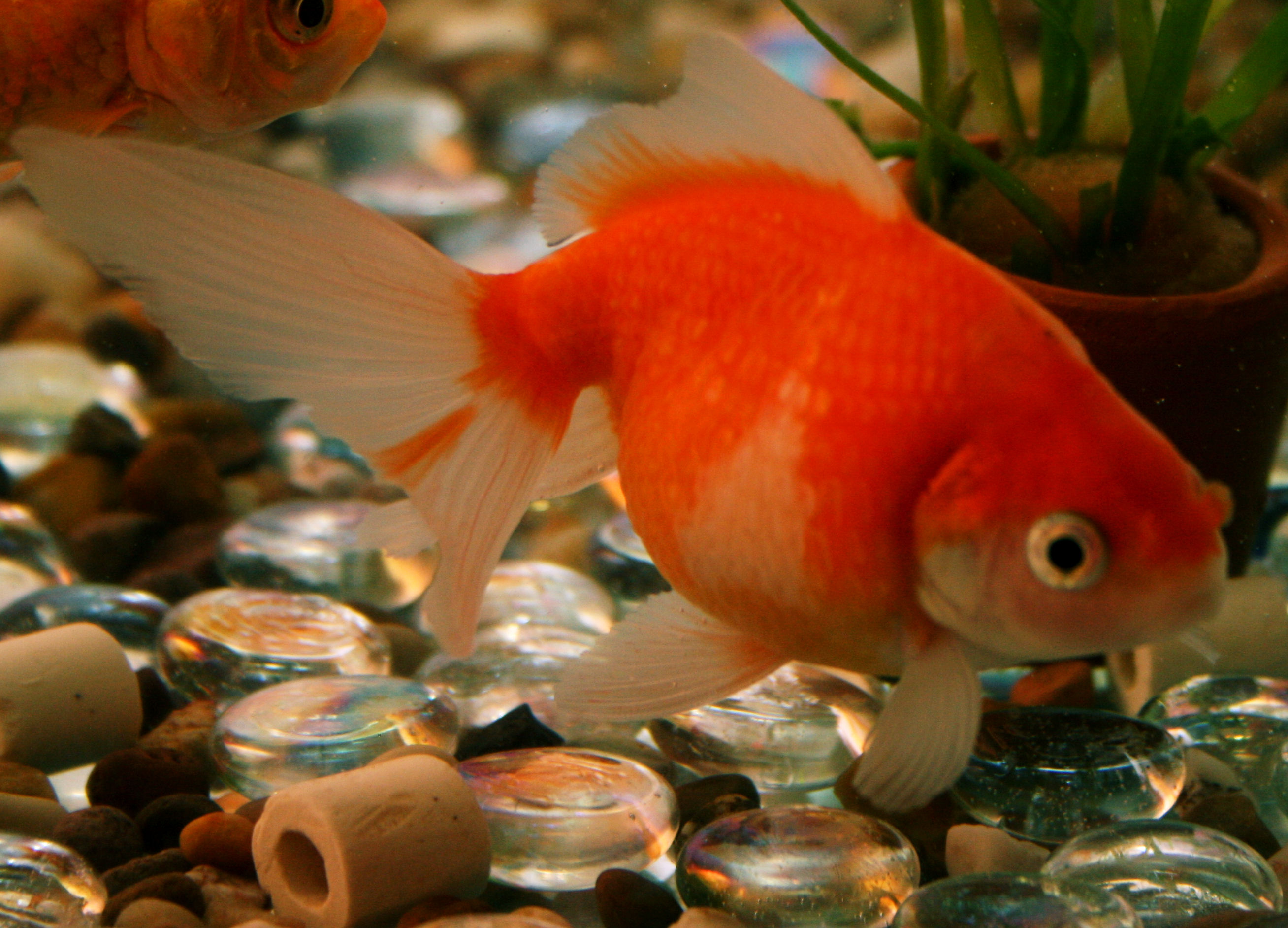
Perlé « Ping-Pong ».
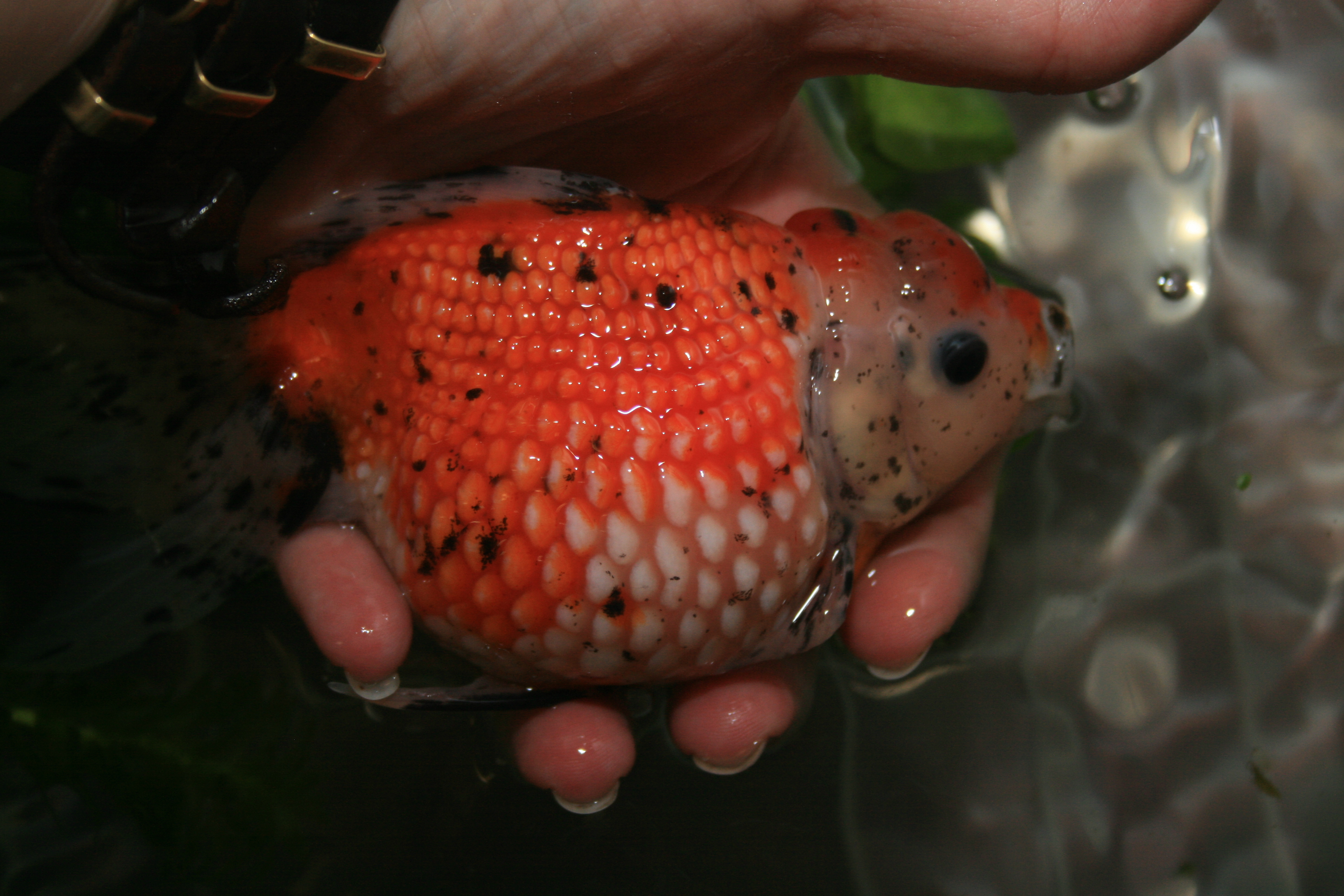
Poisson perlé tenu dans une main.

## Description
Un corps court, gonflé, en forme d'œuf de ±15 cm - avec une nageoire caudale comme une queue de voile. Toutes les nageoires sont courtes. Sur le corps, il y a des écailles séparées, grandes et convexes, semblables à des perles coupées en deux et collées. En cas de perte imprudente des écailles, une nouvelle pousse dans une forme ordinaire et ne répète pas son originalité précédente. 

## Coloration
Les Perlés peuvent être de toutes les couleurs.
La couleur peut être métallique (de la même couleur ou panachée dans un agréable motif et similaire de chaque côté), orange ou calicot,.

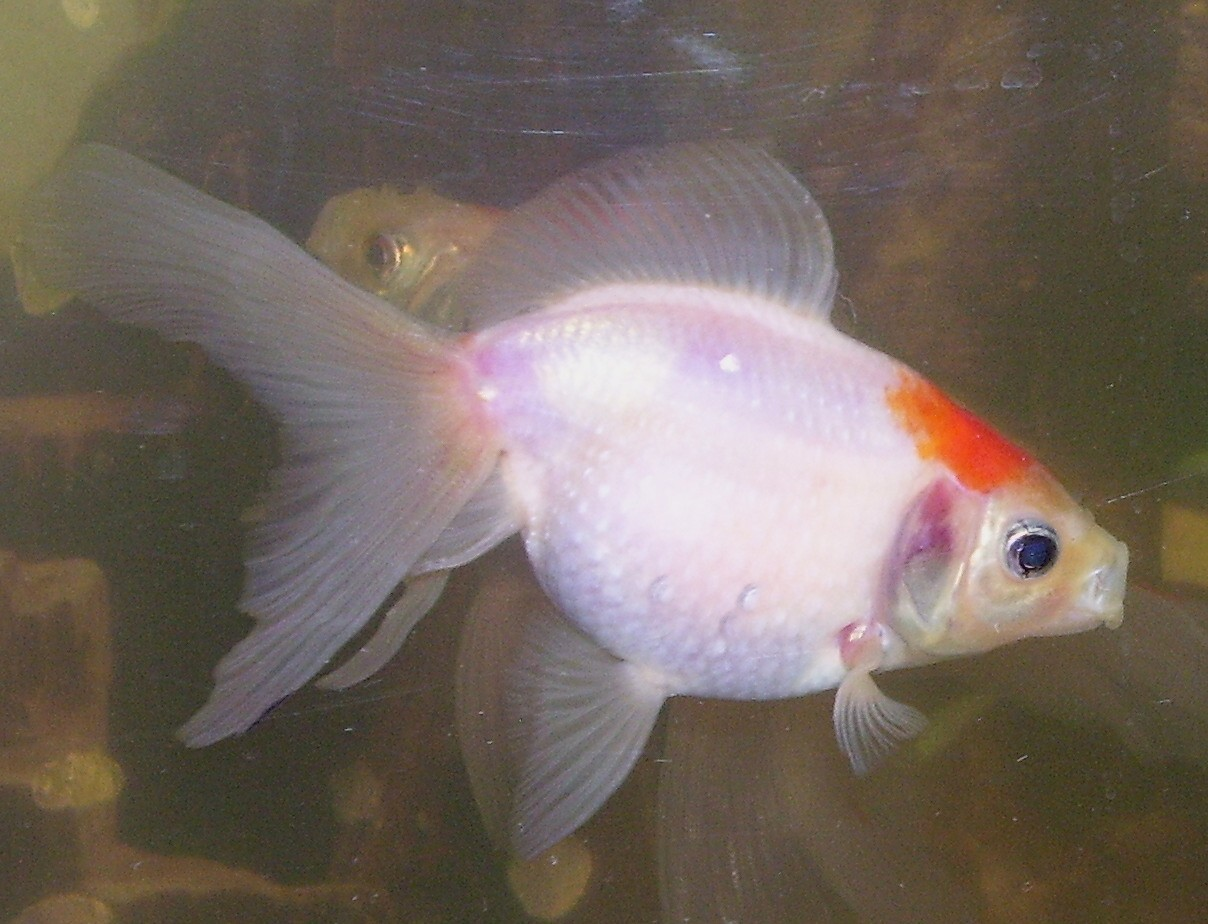
Un bébé Perlé avant que son corps ne grossisse.

## Histoire de la race
La race de poisson rouge perlé a été développée à la fin de la dynastie chinoise Qing (1848-1925) à la suite de croisement systématique de différentes lignées et une sélection minutieuse,. 